# Schwanhausen
Schwanhausen ist ein Gemeindeteil der Gemeinde Sulzdorf an der Lederhecke im unterfränkischen Landkreis Rhön-Grabfeld (Bayern).

## Geografie
Das Dorf liegt im unterfränkischen Teil des Grabfelds direkt an der Grenze zum Heldburger Land in Thüringen.

## Geschichte
1179 wurde Schwanhausen in einer Schenkungsurkunde des Poppo von Sulzdorf erstmals urkundlich erwähnt. 1602 kam der adelige Freihof in Schwanhausen von den Stein zum Altenstein an die Familie der Freiherren Truchseß von Wetzhausen, die im benachbarten Sternberg ihren Sitz hatten.
Im Dreißigjährigen Krieg zog 1640 die kaiserliche Armee unter Erzherzog Leopold Wilhelm von Österreich plündernd und brandschatzend durch das Grabfeld, wobei Schwanhausen nicht verschont wurde. Die bis auf die Grundmauern zerstörte Veits-Kapelle wurde nach dem Ende des Dreißigjährigen Kriegs nicht wieder aufgebaut. Die Sandsteine der Ruine wurden 1688 beim Kirchenneubau in Sulzdorf verwendet. Einziges Überbleibsel ist die Glocke im 1911 erbauten evangelischen Gemeindehaus. Um 1700 war Schwanhausen im Besitz der Freiherren von Guttenberg sowie des Herzogtums Sachsen-Hildburghausen. 1764 kaufte die Gemeinde Obereßfeld von der Sternberger Schlossherrschaft das Schwanhäuser Gut. 1796 siedelten sich aus Glaubensgründen sieben lutherische Familien aus Tambach bei Gotha in Schwanhausen und Umgebung an.
Schwanhausen war Bestandteil des Rittergutes der Freiherren von Guttenberg, das 1806 durch das Großherzogtum Würzburg des Erzherzogs Ferdinand von Toskana mediatisiert wurde und mit diesem 1814 an Bayern fiel. 1817 wurde das Schwanhäuser Gut an Privat verkauft.
Am 1. April 1971 wurde Schwanhausen in die Gemeinde Sulzdorf an der Lederhecke eingegliedert.
1979 wurde ein Wohltäter der Gemeinde, der Chef der Nürnberger Fa. Schwan-Stabilo, Dr. Gustav Schwanhäusser, in Schwanhausen beerdigt. Seine Vorfahren sollen im 11./12. Jahrhundert von dort abgewandert sein.

## Kultur und Sehenswürdigkeiten

### Religion
Die evangelische Gemeinde im Ort gehört zum Evangelisch-Lutherischen Dekanat Bad Neustadt an der Saale.

### Baudenkmäler
→ Liste der Baudenkmäler in Sulzdorf an der Lederhecke